# Edmundo Barbero
Edmundo Barbero (Madrid, 1899 - San Salvador, 1982) fue un actor y director de teatro español radicado en El Salvador desde los años 1950 del siglo XX.
Edmundo Barbero nace el 28 de junio de 1899 en Madrid, España, hijo de Alfredo Barbero y Victoria Gragera, actores ambos de la Compañía María Guerrero. A la edad de 15 años ingresa al Conservatorio de Música y Declamación de Madrid y cursa 3 años de Letras y Declamación en la Universidad. En 1919 es contratado como actor profesional y da inicio a su carrera teatral.
Perteneció a la compañía de Margarita Xirgu, una de las compañías españolas que realizó giras por Latinoamérica durante la guerra civil española.
En 1937 se incorpora al Ejército Republicano para participar en la guerra civil española. Tras la derrota, el 28 de enero de 1941, después de dos años de encierro en la Embajada de Chile en España y gracias a su amigo Rafael Alberti y al por entonces embajador de Chile en España, Pablo Neruda, Edmundo llega a Santiago de Chile. 
En 1952 llega a El Salvador, después de pasar por Chile, Lima y Buenos Aires. Entre 1952 y 1956 fue director del Departamento de teatro de Bellas Arte y de 1960 a 1982 director del Teatro Universitario de la Universidad de El Salvador (UES). Conocido por Sonatas (1959), Cinco vidas y un destino (1957) y Patricio miró a una estrella (1935). Uno de sus logros más importantes en El Salvador fue el montaje de la obra Luz Negra del escritor Álvaro Menen Desleal, con más de cien funciones.

### Reconocimientos
- Mejor Director, Primer Festival Internacional de Teatro de Costa Rica (1979).
- Trofeo Pluma de Don Quijote (1980), otorgado por la Asociación de Periodistas y Escritores de Occidente (APEO).
- Doctor honoris causa (1980) por la Universidad de El Salvador otorgado por la a la Asamblea General Universitaria, a petición de los estudiantes de la Facultad de Derecho.
- El I Encuentro de Teatro España-América Latina (1980) en Madrid, incluyó en la agenda un homenaje a su trayectoria.
- El Teatro de la Universidad de El Salvador lleva su nombre.
- VI Festival Internacional de Teatro Universitario (2010) de El Salvador se identificó con su nombre  por Decreto del Consejo Superior Universitario.
- Jerónimo López Mozo publicó (2024) la obra biográfica El olvido está lleno de memoria.

#### Condecoraciones
- Tres Medallas de Oro al Mérito del Ministerio de Educación de El Salvador.
- Comendador de la salvadoreña Orden Nacional José Matías Delgado (1972).
- Comendador de la Orden del Mérito Civil (1980) a propuesta de la Embajada de España.